# ʿAbd al-ʿAzīz ath-Thamīnī
ʿAbd al-ʿAzīz ibn Ibrāhīm ath-Thamīnī (arabisch عبد العزيز بن إبراهيم الثميني, DMG ʿAbd al-ʿAzīz ibn Ibrāhīm aṯ-Ṯamīnī, geb. 1717/1718 in Banī Yasdschan, gest. 1808) war ein ibaditischer Gelehrter, der zusammen mit seinem Lehrer Abū Zakarīyā Yahyā ibn Sālih al-Afdalī (1714–1788) die ibaditische Reformbewegung in Algerien begonnen hatte,  die später durch Muhammad ibn Yūsuf Atfaiyasch (1821–1914) fortgesetzt wurde. 1789 wurde er zum Scheich der ʿAzzāba ernannt.
ath-Thamīnī verfasste 13 Werke und soll – wie andere ibaditische Gelehrte auch – Briefe mit anderen ibaditischen Gelehrten ausgetauscht haben, insbesondere mit denen in Oman. Sein wichtigstes Werk ist an-Nīl wa-šifāʾ al-ʿalīl (der Nil und die Heilung des Kranken). Er soll sich bei dessen Inhaltsanordnung am Muchtasar des malikitischen Faqīh, Chalīl ibn Ishāq al-Dschundī (gest. 1366), orientiert haben. Das Werk wurde von Atfaiyasch kommentiert und gilt als eine Hauptquelle für den ibaditischen Fiqh.